# Divisione No. 17 (Alberta)
La Divisione No. 17 è una divisione censuaria dell'Alberta, Canada di 59.282 abitanti, che ha come capoluogo Slave Lake.

## Comunità
- Town
  - High Level
  - High Prairie
  - Manning
  - Rainbow Lake
  - Slave Lake
  - Swan Hills
- Villaggi
  - Hines Creek
  - Kinuso
  - Nampa
- Frazioni
  - Atikameg
  - Bear Canyon
  - Cadotte Lake
  - Calling Lake
  - Canyon Creek
  - Carcajou
  - Chateh
  - Chisholm
  - Enilda
  - Driftpile
  - Eureka River
  - Faust
  - Flatbush
  - Fort Vermilion
  - Fox Lake
  - Grouard Mission
  - John D'Or Prairie
  - Joussard
  - La Crête
  - Little Buffalo
  - Loon Lake
  - Meander River
  - Paddle Prairie
  - Peerless Lake
  - Red Earth Creek
  - Rocky Lane
  - Sandy Lake
  - Smith
  - St. Isidore
  - Trout Lake
  - Wabasca-Desmarais
  - Widewater
  - Worsley

- Distretti Municipali
  - Big Lakes
  - Contea di Northern Sunrise
  - Lesser Slave Lake No. 124
  - Mackenzie No. 23
  - Northern Lights No. 22
  - Opportunity No. 17
- Municipalità di contea
  - Contea di Clear Hills
- Riserve
  - Beaver Ranch 163
  - Boyer 164
  - Bushe River 207
  - Carcajou 187
  - Child Lake 164A
  - Clear Hills 152C
  - Desmarais
  - Drift Pile River 150
  - Fox Lake 162
  - Hay Lake 209
  - Jean Baptiste Gambler 183
  - John D'Or Prairie 215
  - Terre della Prima Nazione Kapawe'no:
    - Freeman 150B
    - Grouard 230
    - Halcro 150C
    - Pakashan 150D

  - Little Buffalo
  - Sawridge 150G
  - Sawridge 150H
  - Sucker Creek 150A
  - Swan River 150E
  - Tall Cree 173
  - Tall Cree 173A
  - Upper Hay River 212
  - Utikoomak Lake 155
  - Utikoomak Lake 155A
  - Wabasca 166 (A, B, C e D)
  - Woodland Cree 226
  - Woodland Cree 228